# زمین‌لرزه مه ۱۹۴۸ چین
زمین‌لرزه چین در تاریخ ۲۵ مه ۱۹۴۸ میلادی، برابر با ‎۴ خرداد ۱۳۲۷، ساعت ۷:۱۱:۲۱ به زمان یوتی‌سی در چین رخ داد. بزرگی آن ۷٫۲ در مقیاس Mw اعلام شده‌است. زمین‌لرزه به وقت محلی در روز سه‌شنبه، ساعت ۱۵ روی داده و منطقه زمانی آن یوتی‌سی +۸ بوده‌است.
سازمان زمین‌شناسی آمریکا نیز جای این زمین‌لرزه را در مختصات ۲۹°۳۰′شمالی ۱۰۰°۳۰′شرقی / ۲۹٫۵°شمالی ۱۰۰٫۵°شرقی و بزرگی آنرا برابر با ۷٫۳ در مقیاس ریشتر اعلام کرده‌است. ژرفای گزارش شده از سوی این سازمان ۱۸ کیلومتر می‌باشد.
شمار کشتگان زلزله حدود ۷۳۷ نفر بوده‌است.